# Myasishchev M-50

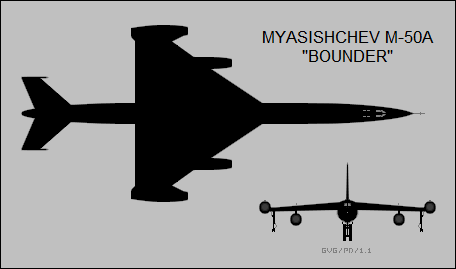
M-50

O Myasishchev M-50 (Designação OTAN Bounder) foi um protótipo de bombardeiro estratégico a jato quadrimotor soviético que não foi comissionado. Apenas um protótipo foi construído, que acredita-se que voou pela primeira vez em 1957. O M-50 foi produzido pela Myasishchev.
Era um bombardeiro rápido com quatro motores: dois turbojatos Dobrynin VD-7 e dois VD-7F (pós-combustão). Dois eram colocados sob a asa e dois na ponta de sua asa em delta.
O segundo M-50 foi designado M-52 e utilizaca motores Zubets 16-17. A instalação dos motores foi modificada e uma segunda seção de cauda foi adicionada no topo. O M-50 participou em um voo no Dia da Aviação Soviética em 1961. O M-52 foi concluído, mas nunca testado em voo.
Como a maioria dos projetos de bombardeiros estratégicos da década de 1960, o programa M-50/52 foi encerrado devido ao desenvolvimento de mísseis balísticos intercontinentais e a prioridade dada ao programa espacial soviético.

## Boato de bombardeiro nuclear
A edição de 1 de Dezembro de 1958 da Aviation Week incluiu o artigo "Soviéticos testando em voo bombardeiro nuclear" (em inglês:  Soviets Flight Testing Nuclear Bomber), atestanto que os soviéticos haviam feito um grande progresso em seu programa de aeronaves nucleares. Isto também foi acompanhado de um editorial sobre o tema. A revista disse que a aeronave sem dúvidas era real, atestando "Um bombardeiro movido a energia nuclear está sendo testado na União Soviética. ... Foi observado em voo e em solo por uma grande quantia de observadores estrangeiros de países comunistas e não comunistas." (em inglês:  A nuclear-powered bomber is being flight tested in the Soviet Union. ... It has been observed both in flight and on the ground by a wide variety of foreign observers from Communist and non-Communist countries.). Na realidade, entretanto, o artigo era apenas um boato. A aeronave nas fotos foi revelada mais tarde como sendo o M-50 e não uma aeronave movida a energia nuclear.
Na realidade, no início da década de 1960 a União Soviética testou de fato um protótipo de bombardeiro estratégico movido a energia nuclear, o Tupolev Tu-95LAL, similar ao projeto norte-americano Convair NB-36H, mas baseado no turboélice Tu-95, não foi supersônico e nunca voou utilizando energia nuclear (seu principal alvo era testar a eficiência da blindagem do reator nuclear), e além disso foi desenvolvido pela Tupolev, pois a Myasischev havia perdido a competição em construir um protótipo. Foi bem sucedido, mas foi cancelado por preocupações ambientais. Quando os ICBMs apareceram, a maioria dos fundos e esforços de desenvolvimento foram alterados para este campo, e no final da década de 1960, o projeto foi abandonado.